# Servicio de Salud Metropolitano Central
El Servicio de Salud Metropolitano Central (SSMC) es el servicio de salud correspondiente a la zona centro poniente de la Provincia de Santiago, de la Región Metropolitana de Santiago abarcando principalmente a las comunas de Santiago, Estación Central, Cerrillos, Pedro Aguirre Cerda y Maipú.
El Servicio de Salud Metropolitano Central es un organismo funcionalmente descentralizado, dotado de personalidad jurídica y patrimonio propio y está a cargo de un director designado y evaluado conforme al Sistema de Alta Dirección Pública (SADP) y forma parte del Ministerio de Salud, que depende directamente de la Subsecretaría de Redes Asistenciales y es uno de los 29 Servicios de Salud que existen en el país.